# Liste antiker Ortsnamen und geographischer Bezeichnungen/Ch
| Lateinischer Name           | Griechischer Name                                     | Beschreibung                                                        | Heute                                                                                   | Quellen und Verweise       | Lage |
| --------------------------- | ----------------------------------------------------- | ------------------------------------------------------------------- | --------------------------------------------------------------------------------------- | -------------------------- | ---- |
| Chabala                     |                                                       |                                                                     |                                                                                         | Smith;                     |      |
| Chaboras                    | Χαβώρας (Chabōras)                                    | Fluss in Mesopotamien                                               | Chabur, Nebenfluss des Euphrat in Syrien                                                | Smith;                     |      |
| Chadisius                   |                                                       |                                                                     |                                                                                         | Smith;                     |      |
| Chaeroneia                  | Χαιρώνεια (Chairōneia)                                | Stadt in Böotien                                                    |                                                                                         | PECS; Pleiades; Smith;     |      |
| Chala, Hulwan, Albania      | Χάλα (Chala)                                          | Stadt in Assyria, Hauptort der Chalonitis                           | Sarpol-e Zahab in der Provinz Kermānschāh im Iran                                       | PECS; Pleiades; Smith;     |      |
| Chalaeum                    | Χάλειον (Chaleion), Χάλαιον (Chalaion)                | Stadt der westlichen Lokris                                         | Galaxidi in Mittelgriechenland                                                          | Pleiades; Smith;           |      |
| Chalastra                   | Χαλάστρα (Chalastra)                                  | Stadt in Makedonien                                                 | Chalastra in der Metropolregion Thessaloniki                                            | Smith;                     |      |
| Chalcedon                   | Χαλκηδών (Chalkēdōn)                                  | Stadt in Bithynien, am südlichen Ufer des Bosporus                  | Kadıköy in der Türkei                                                                   | PECS; Pleiades; Smith;     |      |
| Chalceritis                 |                                                       |                                                                     |                                                                                         | Smith;                     |      |
| Chalcetor                   | Χαλκήτωρ (Chalkētōr)                                  | Ort in Karien                                                       | Karakuyu im Landkreis Milas der türkischen Provinz Muğla                                | PECS; Pleiades; Smith;     |      |
| Chalcia                     |                                                       |                                                                     |                                                                                         | Smith;                     |      |
| Chalcideis                  |                                                       |                                                                     |                                                                                         | Smith;                     |      |
| Chalcidice                  | Χαλκιδική (Chalkidikē)                                | Halbinsel in Makedonien                                             | Halbinsel Chalkidiki in Nordgriechenland                                                | Smith;                     |      |
| Chalcidice                  | Χαλκιδική (Chalkidikē)                                | Landschaft um Chalkis in Koilesyrien                                | Qinnasrin in Nordsyrien                                                                 | Smith;                     |      |
| Chalcis                     | Χαλκίς (Chalkis)                                      | Stadt auf Euboia                                                    | Chalkida auf Euböa                                                                      | PECS; RE; Smith (1);       |      |
| Chalcis                     | Χαλκίς (Chalkis)                                      | Stadt in Epirus in der Nähe des Ursprungs des Acheloos am Pindos    | möglicherweise beim Dorf Chaliki in der Gemeinde Kalambaka in Thessalien                | RE; Smith (3);             |      |
| Chalcis                     |                                                       | Berg in Ätolien                                                     | Varásova                                                                                | Pleiades; RE; Smith (2);   |      |
| Chalcis                     | Χάλκεια (Chalkeia), Ὑποχαλκίς (Hypochalkis)           | Stadt in Ätolien am Fuß des Berges Chalkis                          |                                                                                         | Pleiades; RE; Smith (2);   |      |
| Chalcis                     | Χαλκίς (Chalkis)                                      | Stadt an der ionischen Küste                                        |                                                                                         | RE;                        |      |
| Chalcis                     | Χαλκίς (Chalkis)                                      | Ort in Thrakien in der Landschaft Chalkitis                         |                                                                                         | Pleiades; RE;              |      |
| Chalcis, Chalcis sub Libano | Χαλκίς (Chalkis)                                      | Stadt am Libanongebirge                                             |                                                                                         | RE; Smith (1);             |      |
| Chalcis                     | Χαλκίς (Chalkis)                                      | Insel vor Akarnanien                                                |                                                                                         | Pleiades; RE;              |      |
| Chalcis                     | Χαλκίς (Chalkis)                                      | Insel vor der Nordostküste von Lesbos                               |                                                                                         | RE;                        |      |
| Chalcis ad Belum            | Χαλκίς (Chalkis)                                      | Stadt in Syria                                                      | in Nordsyrien                                                                           | RE; Smith (2);             |      |
| Chalcitis                   |                                                       |                                                                     |                                                                                         | Smith;                     |      |
| Chalcitis                   |                                                       |                                                                     |                                                                                         | Smith;                     |      |
| Chalcodonium                | Χαλκωδόνιον (Chalkōdonion)                            | Berg in Thessalien bei Pherai                                       |                                                                                         | Smith;                     |      |
| Chaldaea                    | Χαλδαία (Chaldaia)                                    | Süden Mesopotamiens und das Gebiet um den Persischen Golf           |                                                                                         | Smith;                     |      |
| Chaldaei                    |                                                       |                                                                     |                                                                                         | Smith;                     |      |
| Chaldaici Lacus             | τὰ ἕλη τὰ κατὰ Χαλδαίους (ta helē ta kata Chaldaious) | Sumpfland in Mesopotamien im Mündungsbereich von Euphrat und Tigris | heute verlandetes Schwemmgebiet nordöstlich von Basra                                   | Pleiades; Smith;           |      |
| Chaldone Promontorium       |                                                       |                                                                     |                                                                                         | Smith;                     |      |
| Chalia                      |                                                       |                                                                     |                                                                                         | Smith;                     |      |
| Chalonitis                  | Χαλωνῖτις (Chalōnitis)                                | Landschaft in Assyria, Umgebung der Stadt Chala                     | in der Provinz Kermānschāh im Nordwesten des Iran                                       | Pleiades; Smith;           |      |
| Chalus                      | Χάλος (Chalos)                                        | Fluss in Syrien                                                     | Quwaiq in Syrien, fließt durch Aleppo                                                   | Smith;                     |      |
| Chalybes                    | Χάλυβες (Chalybes)                                    | altanatolischer Volksstamm                                          | Siedlungsgebiet zwischen nordanatolischem Gebirge und der Südküste des Schwarzen Meeres | Smith;                     |      |
| Chalybon                    |                                                       |                                                                     |                                                                                         | Smith;                     |      |
| Chamavi                     |                                                       |                                                                     |                                                                                         | Smith;                     |      |
| Chammanene                  |                                                       |                                                                     |                                                                                         | Smith;                     |      |
| Chaon                       |                                                       |                                                                     |                                                                                         | Smith;                     |      |
| Chaones                     |                                                       |                                                                     |                                                                                         | Smith;                     |      |
| Characene                   |                                                       |                                                                     |                                                                                         | Smith;                     |      |
| Characitani                 |                                                       |                                                                     |                                                                                         | Smith;                     |      |
| Characoma                   |                                                       |                                                                     |                                                                                         | Smith;                     |      |
| Charadra                    | Χαράδρα (Charadra)                                    | Fluss in Attika                                                     |                                                                                         | Pleiades; Smith (1);       |      |
| Charadra                    | Χαράδρα (Charadra)                                    | Stadt in Phokis                                                     | bei Mariolata in der Gemeinde Delfi (Gemeinde)                                          | Pleiades; Smith (1);       |      |
| Charadra, Charardrus        | Χαράδρα (Charadra), Χάραδρος (Charadros)              | Stadt im südlichen Epirus                                           | bei Panagia oder Filippiada in der Gemeinde Ziros in Epirus                             | PECS; Pleiades; Smith (2); |      |
| Charadra                    | Χαράδρα (Charadra)                                    | Ort an der Ostküste des messenischen Golfes bei Thalamai            |                                                                                         | Pleiades; Smith (3);       |      |
| Charadriae                  |                                                       |                                                                     |                                                                                         | Smith;                     |      |
| Charadrus                   | Χάραδρος (Charadros)                                  | Hafenplatz und Fluss in Kilikien                                    |                                                                                         | Pleiades; Smith;           |      |
| Charadrus                   | Χάραδρος (Charadros)                                  | Fluss unterhalb von Charadra in der Phokis                          |                                                                                         | Smith (1);                 |      |
| Charadrus                   | Χάραδρος (Charadros)                                  | Fluss bei Charardra in Epirus                                       | Louros in Epirus, mündet in den ambrakischen Golf                                       | Pleiades; Smith (2);       |      |
| Charadrus                   | Χάραδρος (Charadros)                                  | Küstenfluss in Achaia nördlich von Patrai                           | Charadros, mündet bei Patras in den Golf von Korinth                                    | Pleiades; Smith (3);       |      |
| Charadrus                   | Χάραδρος (Charadros)                                  | Trockenbach in der Ebene von Argos, der Argos im Norden umfließt    | Xerias                                                                                  | Pleiades; Smith (4);       |      |
| Charadrus                   | Χάραδρος (Charadros)                                  | Bach in Nordmessenien, Nebenfluss des Amphitos bei Andania          |                                                                                         | Pleiades; Smith (5);       |      |
| Charadrus                   | Χάραδρος (Charadros)                                  | Trockenbach in der argolischen Kynouria                             |                                                                                         | Smith (6);                 |      |
| Charax                      | Χάραξ (Charax)                                        | Handelsplatz in Bithynien im Golf von Nikomedia                     | Hereke am Marmarameer in der Türkei                                                     | Pleiades; RE;              |      |
| Charax                      | Χάραξ (Charax)                                        | Hafenstadt der Karthager in der Großen Syrte                        | zwischen Sirte und Ben Dschawad in Libyen                                               | Pleiades; Smith;           |      |
| Charax                      | Χάραξ (Charax)                                        | Festung der Skythen auf dem taurischen Chersones                    | bei Haspra südlich von Jalta auf der Krim                                               | PECS; Pleiades;            |      |
| Charax, Alexandrou Charax   | Χάραξ (Charax)                                        | Ort bei Apameia Kibotos                                             |                                                                                         | Pleiades; RE;              |      |
| Charax, Patroklou Charax    | Χάραξ (Charax)                                        | kleine Insel zwischen Sunion und Athen                              | Patroklos                                                                               | Pleiades; RE;              |      |
| Charax                      |                                                       |                                                                     |                                                                                         | Smith;                     |      |
| Charax                      |                                                       |                                                                     |                                                                                         | Smith;                     |      |
| Charax                      |                                                       | siehe Tralles 1                                                     |                                                                                         |                            |      |
| Charax Mediae               | Χάραξ (Charax)                                        | Stadt in Medien an der kaspischen See                               |                                                                                         | Smith;                     |      |
| Charax Mediae               |                                                       |                                                                     |                                                                                         | Smith;                     |      |
| Charax Spasinu              | Χάραξ (Charax)                                        | Hauptstadt des Reiches Charakene                                    | nordwestlich von Basra im Irak                                                          | PECS; Smith;               |      |
| Charax Spasinu              |                                                       |                                                                     |                                                                                         | Smith;                     |      |
| Charcha                     |                                                       |                                                                     |                                                                                         | Smith;                     |      |
| Charidemi                   |                                                       |                                                                     |                                                                                         | Smith;                     |      |
| Charieis                    | Χαριείς (Charieis)                                    | Fluss in Kolchis                                                    | Fluss Khobi in Georgien                                                                 | Smith;                     |      |
| Charinda                    |                                                       |                                                                     |                                                                                         | Smith;                     |      |
| Charisia                    |                                                       |                                                                     |                                                                                         | Smith;                     |      |
| Charmande                   |                                                       |                                                                     |                                                                                         | Smith;                     |      |
| Charudes                    |                                                       |                                                                     |                                                                                         | Smith;                     |      |
| Charybdis                   | Χάρυβδις (Charybdis)                                  | Strudel an der Straße von Messina, in der Odyssee ein Ungeheuer     |                                                                                         | Smith;                     |      |
| Chastieis                   |                                                       |                                                                     |                                                                                         | Smith;                     |      |
| Chasuari                    |                                                       |                                                                     |                                                                                         | Smith;                     |      |
| Chateni                     |                                                       |                                                                     |                                                                                         | Smith;                     |      |
| Chatramis                   |                                                       |                                                                     |                                                                                         | Smith;                     |      |
| Chatramotitae               |                                                       |                                                                     |                                                                                         | Smith;                     |      |
| Chatriaei                   |                                                       |                                                                     |                                                                                         | Smith;                     |      |
| Chatti                      | Χάττοι (Chattoi)                                      | germanischer Volksstamm                                             | Siedlungsgebiete im Einzug von Eder, Fulda und des Oberlaufes der Lahn                  | Smith;                     |      |
| Chauci                      |                                                       |                                                                     |                                                                                         | Smith;                     |      |
| Chaulotaei                  |                                                       |                                                                     |                                                                                         | Smith;                     |      |
| Chaus                       |                                                       |                                                                     |                                                                                         | Smith;                     |      |
| Chazene                     |                                                       |                                                                     |                                                                                         | Smith;                     |      |
| Cheimarrhus                 |                                                       |                                                                     |                                                                                         | Smith;                     |      |
| Cheimerium                  |                                                       |                                                                     |                                                                                         | Smith;                     |      |
| Chelae                      |                                                       |                                                                     |                                                                                         | Smith;                     |      |
| Chelenophagi                |                                                       |                                                                     |                                                                                         | Smith;                     |      |
| Chelidon                    | Χελιδόν (Chelidon)                                    | Gebirgsmassiv zwischen Lykien und Pamphylien                        | Markiz Dağ                                                                              | Smith;                     |      |
| Chelidonia                  |                                                       |                                                                     |                                                                                         | Smith;                     |      |
| Chelidoniae Insulae         | Χελιδόνιαι (Chelidoniai)                              | Inseln vor Kap Chelidon                                             | Beş Adalar                                                                              | Smith;                     |      |
| Chelidonium Promontorium    | Χελιδόνιαι (Chelidoniai)                              | Kap vor dem Chelidon                                                | Gelidonya Burnu                                                                         | Smith;                     |      |
| Chelonatas                  |                                                       |                                                                     |                                                                                         | Smith;                     |      |
| Chelonides Lacus            |                                                       |                                                                     |                                                                                         | Smith;                     |      |
| Chemmis                     | Χέμμις (Chemmis)                                      | Achmim, Hauptstadt des 9. oberägyptischen Gaus                      | an der Nilbrücke nach Sohag, 200 km nördlich von Luxor in Ägypten                       | Smith;                     |      |
| Chemmis                     | Χέμμις (Chemmis)                                      | sagenhafte Insel in Ägypten, vermutlich bei Buto                    | Tell el-Fara´in im Nildelta                                                             | Smith;                     |      |
| Chen                        | Χήν (Chēn)                                            | Stadt in Griechenland, Heimat des Myson                             |                                                                                         | Smith;                     |      |
| Chenoboscia                 |                                                       |                                                                     |                                                                                         | Smith;                     |      |
| Chereu                      |                                                       |                                                                     |                                                                                         | Smith;                     |      |
| Cherith                     |                                                       |                                                                     |                                                                                         | Smith;                     |      |
| Chersonesi Promontorium     |                                                       |                                                                     |                                                                                         | Smith;                     |      |
| Chersonesus                 | Χερσόνησος (Chersonēsos)                              | allgemeine Bezeichnung für eine Halbinsel                           |                                                                                         |                            |      |
| Chersonesus                 | Χερσόνησος (Chersonēsos)                              | Kap an der Westküste von Kreta                                      | Kap Karavoutas oder Kap Koutoulos                                                       | Smith (1);                 |      |
| Chersonesus                 | Χερσόνησος (Chersonēsos)                              | Hafen an Nordküste von Kreta                                        | Limenas Chersonisou, 26 km östlich von Iraklio                                          | PECS; Smith (2);           |      |
| Chersonesus Aurea           |                                                       | siehe Aurea Chersonesus                                             |                                                                                         |                            |      |
| Chersonesus Cimbrica        | Χερσόνησος Κιμβρική (Chersonēsos Kimbrikē)            | kimbrische Halbinsel                                                | Jütland mit dem Großteil Schleswig-Holsteins und dem nordelbischen Teil Hamburgs        | Smith;                     |      |
| Chersonesus Heracleotica    |                                                       |                                                                     |                                                                                         | Smith;                     |      |
| Chersonesus Magna           |                                                       |                                                                     |                                                                                         | Smith;                     |      |
| Chersonesus Taurica         |                                                       | siehe Taurica Chersonesus                                           |                                                                                         |                            |      |
| Chersonesus Thracica        | Χερσόνησος Θρᾳκία (Chersonēsos Thrakia)               | Halbinsel zwischen Hellespont und Golf von Melas                    | Halbinsel Gallipoli                                                                     | Smith;                     |      |
| Cherusci                    |                                                       |                                                                     |                                                                                         | Smith;                     |      |
| Chesinus                    |                                                       |                                                                     |                                                                                         | Smith;                     |      |
| Chesius                     |                                                       |                                                                     |                                                                                         | Smith;                     |      |
| Chesuloth                   |                                                       |                                                                     |                                                                                         | Smith;                     |      |
| Chiliocomon                 |                                                       |                                                                     |                                                                                         | Smith;                     |      |
| Chimaera                    | Χίμαιρα (Chimaira)                                    | Chimaira, ein durch Erdbrände bekannter Berg in Lykien              | Yanartaş, 70 km südwestlich von Antalya bei dem Dorf Çıralı in der Türkei               | Smith;                     |      |
| Chimaera, Chimera, Cemara   | Χίμαιρα (Chimaira)                                    | Stadt an der illyrischen Küste                                      | möglicherweise Himara in Albanien                                                       | PECS; Pleiades; Smith;     |      |
| Chimerium                   |                                                       |                                                                     |                                                                                         | Smith;                     |      |
| Chinalaph                   |                                                       |                                                                     |                                                                                         | Smith;                     |      |
| Chinnereth                  |                                                       |                                                                     |                                                                                         | Smith;                     |      |
| Chios                       | Χίος (Chios)                                          | Insel in der Ägäis                                                  | Chios                                                                                   | Smith;                     |      |
| Chlorus                     |                                                       |                                                                     |                                                                                         | Smith;                     |      |
| Choana                      | Χόανα (Choana)                                        | Stadt in Baktrien am Oberlauf des Oxus                              |                                                                                         |                            |      |
| Choarene                    |                                                       | Distrikt in Medien und später in Parthien                           | Distrikt Chāwar, Provinz Semnan, Iran                                                   | Smith;                     |      |
| Choaspes                    |                                                       |                                                                     |                                                                                         | Smith;                     |      |
| Choaspes                    |                                                       |                                                                     |                                                                                         | Smith;                     |      |
| Choatras                    |                                                       |                                                                     |                                                                                         | Smith;                     |      |
| Choatres                    |                                                       |                                                                     |                                                                                         | Smith;                     |      |
| Choerades                   |                                                       |                                                                     |                                                                                         | Smith;                     |      |
| Choereae                    |                                                       |                                                                     |                                                                                         | Smith;                     |      |
| Choes                       | Χόης (Choēs)                                          | Fluss in Nordwestindien                                             | Alingar in Afghanistan, Nebenfluss des Kabul                                            |                            |      |
| Cholargus                   |                                                       |                                                                     |                                                                                         | Smith;                     |      |
| Cholleidae                  |                                                       |                                                                     |                                                                                         | Smith;                     |      |
| Cholon Teichos              |                                                       |                                                                     |                                                                                         | Smith;                     |      |
| Choma                       | (Choma)                                               | Stadt in Lykien                                                     | Hacımusalar in der Provinz Antalya                                                      | PECS; Smith;               |      |
| Chonae                      |                                                       |                                                                     |                                                                                         | Smith;                     |      |
| Chones, Chone               |                                                       |                                                                     |                                                                                         | Smith;                     |      |
| Chorasmii                   |                                                       |                                                                     |                                                                                         | Smith;                     |      |
| Chorazin                    | Χορασίν (Chorasin)                                    | Dorf im Norden von Galiläa                                          | Khirbet Karazeh/Korazim in Israel                                                       | PECS; Pleiades; Smith;     |      |
| Chori                       |                                                       |                                                                     |                                                                                         | Smith;                     |      |
| Chorseus                    |                                                       |                                                                     |                                                                                         | Smith;                     |      |
| Chorzane                    |                                                       |                                                                     |                                                                                         | Smith;                     |      |
| Chorzene                    |                                                       |                                                                     |                                                                                         | Smith;                     |      |
| Chrendi                     |                                                       |                                                                     |                                                                                         | Smith;                     |      |
| Chretes                     |                                                       |                                                                     |                                                                                         | Smith;                     |      |
| Christopolis                | Χριστόπολις (Christopolis)                            | Stadt in Makedonien an der Via Egnatia                              | Kavala in Nordgriechenland                                                              | Smith;                     |      |
| Chronos                     |                                                       | Fluss im Norden Sarmatiens                                          | Pregel in Russland                                                                      | Smith;                     |      |
| Chrysa                      |                                                       | siehe Chryse                                                        |                                                                                         |                            |      |
| Chrysaoris                  |                                                       |                                                                     |                                                                                         | Smith;                     |      |
| Chrysaorium                 |                                                       |                                                                     |                                                                                         | Smith;                     |      |
| Chrysas                     |                                                       |                                                                     |                                                                                         | Smith;                     |      |
| Chryse                      | Χρύση (Chrysē), Χρύσα (Chrysa)                        | mysische Stadt in der Troas                                         | bei Gülpınar im Landkreis Ayvacık in der türkischen Provinz Çanakkale                   | Smith;                     |      |
| Chryse                      | Χρυσή (Chrysē)                                        | sagenhafte Insel bei Lemnos                                         |                                                                                         | Smith;                     |      |
| Chryse Regio                |                                                       |                                                                     |                                                                                         | Smith;                     |      |
| Chrysippa                   |                                                       |                                                                     |                                                                                         | Smith;                     |      |
| Chrysoana                   |                                                       |                                                                     |                                                                                         | Smith;                     |      |
| Chrysoceras                 |                                                       |                                                                     |                                                                                         | Smith;                     |      |
| Chrysopolis                 | Χρυσόπολις (Chrysopolis)                              | Ort auf der Südseite des Bosporus gegenüber von Konstantinopel      | Stadtteil Üsküdar von Istanbul                                                          | Smith;                     |      |
| Chrysorrhoas                | Χρυσορρόας (Chrysorroas)                              | Fluss in Kolchis                                                    | Kelasuri in Abchasien                                                                   | Pleiades; Smith;           |      |
| Chrysorrhoas                | Χρυσορρόας (Chrysorroas)                              | Fluss in Syria                                                      | Barada in Syrien                                                                        | Pleiades;                  |      |
| Chrysorrhoas                | Χρυσορρόας (Chrysorroas)                              | Fluss bei Troizen                                                   | Gephyraion im Westen von Trizina in Griechenland                                        | Smith;                     |      |
| Chuni                       |                                                       |                                                                     |                                                                                         | Smith;                     |      |
| Chytrium                    |                                                       |                                                                     |                                                                                         | Smith;                     |      |
| Chytrus                     | Χύτροι (Chytroi), Χύτρος (Chytros)                    | Ort im Norden von Zypern                                            | Kythrea in Nordzypern                                                                   | PECS; Pleiades; Smith;     |      |